# Luciano Roiti
Luciano Roiti (fl. XIX secolo) è stato un militare italiano.

## Biografia
Entrato giovanissimo nel corpo degli alpini, raggiunse in breve tempo il grado di tenente specializzandosi nell'uso dell'artiglieria da montagna. Nel 1897 come membro del C.A.I. ottenne l'incarico di organizzare (primo in Italia) dei nuovi corpi di alpini sciatori grazie all'aiuto dell'ingegnere svizzero Adolfo Kind che lo accompagnò durante le prime escursioni a scopo dimostrativo. Adolfo Kind, il figlio Paolo ed il tenente Roiti percorsero sempre nel 1897 il tragitto da Balme al Pian della Mussa, in val d'Ala nelle valli di Lanzo ed il 24 gennaio effettuarono la difficile traversata da Borgone (Valsusa) a Giaveno (Val Sangone), valicando il Monte Salancia per un totale di cinque ore e mezza e quasi 1700 metri in salita.
Il tenente Roiti raccontò l'impresa nell'articolo Delle marce sulla neve, pubblicato il 12 marzo 1897 sulla rivista L'esercito italiano, teorizzando l'importanza di questa nuova tecnica sci-alpinistica anche in campo bellico. Intrattenne in quegli stessi anni stretti rapporti d'amicizia e di collaborazione col celebre scalatore Ottorino Mezzalama.